# Steady Diet of Nothing
Steady Diet of Nothing è il secondo album in studio dei Fugazi, pubblicato nel 1991 dalla Dischord Records.

## Tracce
1. Exit Only – 3:11
2. Reclamation – 3:21
3. Nice New Outfit – 3:26
4. Stacks – 3:08
5. Latin Roots – 3:13
6. Steady Diet – 3:42
7. Long Division – 2:12
8. Runaway Return – 3:58
9. Polish – 3:38
10. Dear Justice Letter – 3:27
11. KYEO – 2:58

## Formazione
- Ian MacKaye - chitarra, voce
- Guy Picciotto - chitarra, voce
- Joe Lally - basso
- Brendan Canty - batteria